# Gabriele Nelli
Gabriele Nelli (ur. 4 grudnia 1993 w Lukce) – włoski siatkarz, grający na pozycji atakującego, reprezentant Włoch. 

## Przebieg kariery
| 2013–2017                 | Diatec Trentino                      |
| 2017–2018                 | Kioene Padwa                         |
| 2018–2019                 | Itas Trentino                        |
| 2019–2020                 | Gas Sales Piacenza                   |
| 2020–2021                 | Biełogorje Biełgorod                 |
| 2021–2021 (do 17.12.2021) | AS Cannes VB                         |
| 2021–2022 (od 21.12.2021) | Tonno Callipo Calabria Vibo Valentia |
| 2022–                     | Itas Trentino                        |

## Sukcesy klubowe
Superpuchar Włoch:
- 2013

Puchar CEV:
- 2019
- 2015, 2017

Mistrzostwo Włoch:
- 2015[5], 2023[6]
- 2017

Liga Mistrzów:
- 2024[7]
- 2016

Klubowe Mistrzostwa Świata:
- 2018
- 2022[8]
- 2016

## Sukcesy reprezentacyjne
Mistrzostwa Europy Juniorów:
- 2012[9]

Mistrzostwa Świata Juniorów:
- 2013

Mistrzostwa Świata U-23:
- 2015